# حاجز الجوقة

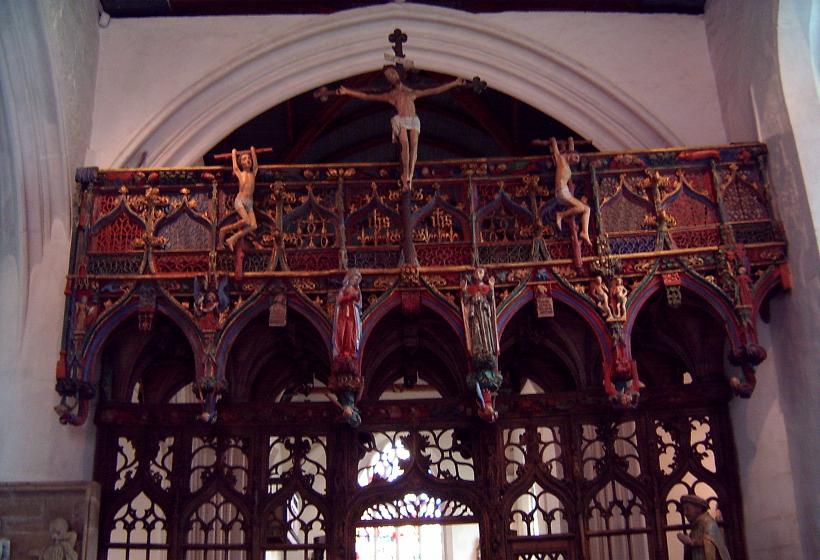
حاجز جوقة من القرن الخامس عشر من كنيسة القديس فِياكر في مربيان بما في ذلك اللصان على جانبي المسيح

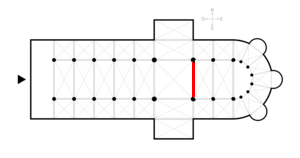
الموقع المعتاد لحاجز الجوقة

حاجز الجوقة تُعد سمة شائعة في عمارة الكنائس في أواخر العصور الوسطى. عادة ما يكون حاجز مزخرف بين الهيكل أو الجوقة وصحن الكنيسة، وهو مشبك مفتوح مصنوع من الخشب أو الحجر أو الحديد المطاوع. في الكتدرائيات الإنجليزية والإسكتلندية والولزية والكنائس الرهبانية والجامعية حاجزا جوقة عرضيان يقع في خليج واحد غرب الحاجز ولكن هذا الترتيب المزدوج لم يبق كاملاً في أي مكان.